# Petro Werszyhora
Petro Petrowicz Werszyhora (ukr. Петро Петрович Вершигора, ros. Пётр Петрович Вершигора; Piotr Piotrowicz Wierszygora; ur. 3 maja?/16 maja 1905 w Sewerynówce, zm. 27 marca 1963 w Moskwie) – radziecki dowódca partyzancki w czasie II wojny światowej, pisarz, Bohater Związku Radzieckiego.

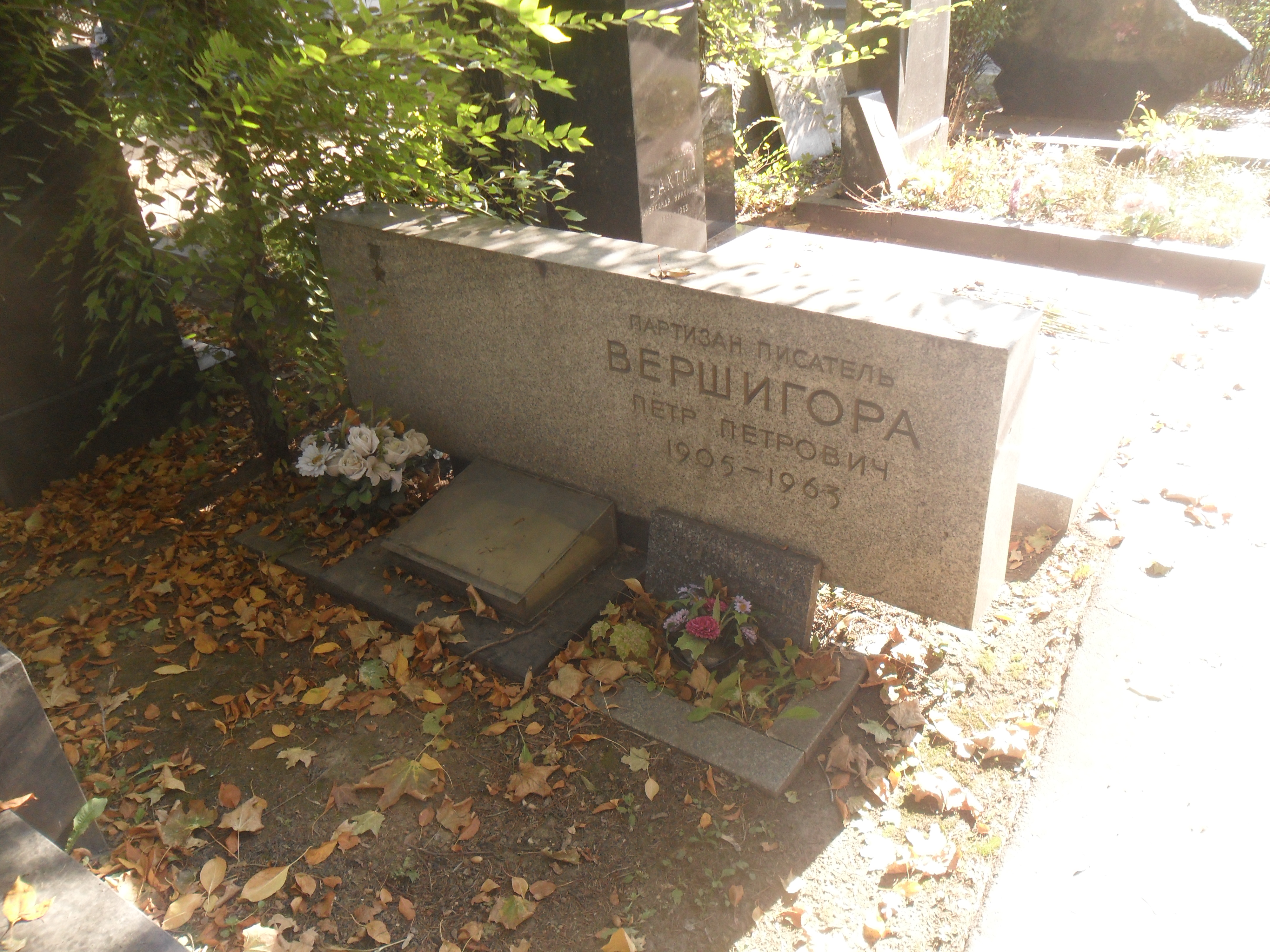
Nagrobek Petra Wierszygory

## Życiorys
Urodził się w rodzinie ukraińskich wiejskich nauczycieli. Wcześnie stracił rodziców, pracował jako pastuch i pracownik młyna, od 1920 uczył się w szkole agronomicznej w Rybnicy, jednak w 1921 zachorował na tyfus i był zmuszony przerwać naukę. Wrócił do rodzinnej wsi, gdzie został sekretarzem sielsowietu, był także kierownikiem czytelni i reżyserem w kółku dramatycznym.
Od 1925 służył w Armii Czerwonej, gdzie był perkusistą i starszym w orkiestrze wojskowej. Po zwolnieniu do rezerwy w 1927 wstąpił na wydział reżyserski Instytutu Muzyczno-Dramatycznego w Odessie, po ukończeniu którego w 1929 był aktorem w teatrach w Doniecku, Iżewsku, Niżnego Nowogrodu, Rostowa, Kijowa i Odessy. W 1935 wrócił do Odessy i został pedagogiem na wydziale mołdawskim odeskiej szkoły teatralnej, w 1936 związał się z kinematografią, w 1938 ukończył Moskiewską Kinoakademię i został reżyserem w kijowskim studiu kinowym. Poza tym zaczął pisać powieści.
Po ataku Niemiec na ZSRR, został na początku lipca 1941 zmobilizowany do Armii Czerwonej jako intendent pułku dywizji piechoty w Połtawie, a 30 lipca skierowany na Front Południowo-Zachodni. Wkrótce potem zastąpił zabitego w walce dowódcę kompanii, następnie zabitego dowódcę batalionu, 17 sierpnia został ranny. Później został naczelnikiem brygady korespondentów frontowych wydziału politycznego 40 Armii Frontu Południowo-Zachodniego, od marca 1942 pozostawał w dyspozycji sztabu Frontu Briańskiego. 13 czerwca 1942 został zrzucony na tyły wroga w okolicach Briańska, w październiku 1942 jego grupa weszła w skład Partyzanckiego Zgrupowania Obwodu Sumskiego. Był dowódcą zwiadu w partyzanckim zgrupowaniu Sidora Kowpaka, od grudnia 1943 dowódcą ukraińskiej 1 Dywizji Partyzanckiej, w 1943 otrzymał stopień pułkownika, a 6 sierpnia 1944 generała majora. Wielokrotnie walczył wspólnie z oddziałami AK i samoobrony polskiej przeciwko nacjonalistom ukraińskim z UPA.
W latach 1947–1954 pracował jako wykładowca w Akademii Sztabu Generalnego, jednocześnie zajmował się działalnością literacką.

## Książki
- Ludzie o czystym sumieniu (1946)
- Karpacki Raid (1950)
- Operacja San-Wisła (1959)
- Wojennoje tworcziestwo narodnych mass (1961)
- Partizanskije riejdy (1962, współautor)

## Odznaczenia
- Medal Złota Gwiazda Bohatera Związku Radzieckiego (7 sierpnia 1944)
- Order Lenina – dwukrotnie
- Order Czerwonego Sztandaru (21 sierpnia 1942)
- Order Bohdana Chmielnickiego I klasy (2 maja 1945)
- Medal „Za zasługi bojowe” (20 czerwca 1949)
- Nagroda Stalinowska (1947, za książkę Ludzie o czystym sumieniu)